# Ramal Paine-Talagante
El ramal Paine-Talagante es una vía ferroviaria chilena que conecta las comunas de Paine y Talagante atravesando las provincias de Maipo y Talagante en la Región Metropolitana, es de trocha ancha (1676 mm.) y tiene 25,2 km, oficialmente es un sub-ramal debido a que conecta la línea de la red sur de ferrocarriles con el Ramal Santiago-Cartagena.

## Historia
Años antes que se iniciaran los estudios del proyecto para unir Paine con Talagante, ya se habían propuesto algunos trazados para unir el "Ferrocarril del Sur" (línea longitudinal sur) con el incipiente ramal a Melipilla, el cual en aquel entonces aún no llegaba a San Antonio, pero se esperaba que lo hiciera en el mediano plazo. Durante inicios de 1900 la idea era unir la localidad de Hospital con Talagante, sin embargo esta no prosperó.
La idea fue retomada en la primera década del siglo XX, como consecuencia de la extensión de la línea entre Santiago y Melipilla hacia San Antonio y Cartagena. La línea sería una alternativa del transporte, principalmente de cargas, desde el sur hacia el nuevo puerto. Como se señala en los informes originales del proyecto, "para apreciar la importancia que esta línea está destinada a adquirir una vez construido el Puerto de San Antonio, basta considerar que la distancia real entre Paine y Talagante, punto elegido para su arranque de la línea central, y Talagante, de 72 kilómetros por la vía actual, quedará reducido a 25,6 kilómetros por la vía directa a que se refiere el presente estudio".
En 1981, Ferrocarriles del Estado decidió electrificar el ramal (subramal) completo entre Talagante y Paine, como parte del plan de electrificación del Ferrocarril entre Santiago y Cartagena, pero dicha infraestructura era escasamente utilizada, debido a la dependencia de subestaciones de la línea central. A inicios de la década del 90, se produjo una baja considerable del tráfico de carga, debido a que Codelco ya no transportaba toda la producción del Mineral El Teniente por dicho ramal ya que derivó algunas cargas por camiones, el ramal fue poco a poco quedando en el abandono. Lo que se siguió manteniendo fue el "Peaje" que se cobraba en el Puente Ferroviario Maipo que hasta el 2009 cumplió funciones de puente ferroviario y vehicular, entre 1997 y 1998 se desarmaba la electrificación que solo había sido instalada años antes.
El futuro del ramal era realmente sombrío hasta el año 2001, cuando TRANSAP, ganadora de la licitación de transporte ferroviario de Ácido Sulfúrico proveniente de la planta El Teniente, y cuya base de operaciones se encuentra en la Estación Los Lirios (cercanías de Rancagua), y Barrancas, en San Antonio por lo que la línea fue completamente reparada, dejándola en un estándar compatible a la seguridad que requiere el traslado de ácido. Hoy en día el movimiento es incesante. Por lo menos recorren sus vías 2 trenes diarios, y el futuro se ve aún más promisorio.
Actualmente el ramal es operado por las empresas Ferrocarril del Pacífico (Fepasa) y Transportes Andrés Pirazzolli (Transap).